# Tokunagaia parexcellens
Tokunagaia parexcellens är en tvåvingeart som beskrevs av Tuiskunen 1986. Tokunagaia parexcellens ingår i släktet Tokunagaia och familjen fjädermyggor.
Artens utbredningsområde är Finland. Arten har ej påträffats i Sverige. Inga underarter finns listade i Catalogue of Life.